# Corpus Juris Canonici
Corpus Juris Canonici — збірник церковних правових норм в католицтві. Був повністю опублікований за розпорядженням Папи Григорія XIII у 1582 р.
Містить розташовані в історичному порядку джерела церковного права з часу його виникнення на Заході і закінчуючи 1582 роком. У більш пізній час до нього приєднувалися нові папські декреталії та інші церковно-правові акти.
У збірнику містились норми, які керували діяльністю церкви в духовній та світській юрисдикції та визначали її лад у Середньовіччі.
Дане поняття з'явилося в протилежність римському Corpus Juris Civilis. Воно вживалося з досить давнього часу, але остаточно затвердилося тільки в XVI столітті на позначення цілісного видання усіх джерел канонічного права, зробленого в перший раз у 1499—1502 роках в Парижі.

## Становлення
Corpus Juris Canonici, за своїм складом і змістом являє послідовну історію розвитку джерел канонічного права.
Першу частину його становить декрет Граціана, що обіймає собою в систематичній обробці джерела канонічного права до половини XII століття (декрет виданий трохи раніше 1150 р.) . Ця частина розпадається на 3 відділи, куди входять: а) джерела права і вчення про осіб (фізична і юридична особа); б) церковна юрисдикцію; в) таїнства та обряди.
Граціан, який був професором богослов'я в університеті Болоньї, а іноді і як вважають, був монахом Камедулів, склав твір під назвою Concordia discordantium canonum, але називається іншими Nova collectio, Decreta, Corpus juris canonici, також Decretum Gratiani, причому останній тепер є загальноприйнятою назвою. Він зробив це, щоб уникнути труднощів, які оточують вивчення практичної, зовнішньої теології (theologia practica externa). Незважаючи на свою відмінну репутацію і широке поширення, Decretum ніколи не був визнаний Церквою як її офіційна колекція.
Друга частина Corpus Juris Canonici складається в єдиний збірник декреталій Григорія IX, складений близько 1234 і містить в собі папські розпорядження, починаючи з часу правління папи Олександра III. Збірник розбитий до того часу на п'ять окремих збірок; поділ на п'ять частин втрималося і в збірнику Григорія IX. На відміну від декрету Граціана, що містить право в науковій обробці — те, що римляни називали закон, — декреталії містять прямі законодавчі постанови (Leges). Першу частину Corpus Juris Canonici порівнюють тому з Дігестамі Corpus Juris Civilis, другий — з кодексом.
Третю частину становить додатковий збірник папських декреталій і канонів, складений за наказом Боніфація VIII і посланий ним в 1298 році до університетів Болоньї і Парижа, для керівництва при навчанні докторів. Збірник містить в собі декреталії, видані після Григорія IX, а також постанови ліонських соборів 1245 і 1274 років. Розділяється на п'ять частин і, будучи доповненням до колишніх п'яти компіляцій декреталій.
Четверту частину Corpus Juris Canonici складають так звані Клементини — збірка папських декреталій, виконана у 1313 році за наказом папи Климента V, схвалена консисторієй і послана у Орлеанський університет, який займав тоді перше місце; університети паризький і болонський отримали збірку тільки при папі Івана XXII. Клементини складали останній офіційний збірник декреталій. Після них доповнення робилися коментаторами та видавцями окремих частин джерел канонічного права.
Перший видавець повного Corpus Juris Canonici, доповнив Клементини двома збірками, названими ними Extravagantes Joannis XXII (декреталії до часу цього папи) і Extravagantes communes (декреталії наступні, до Сикста V). Вираз Extravagantes означає, що нові збірки знаходяться поза офіційних Клементін. Обидва вони становлять п'яту книгу Corpus Juris Canonici, розділену на п'ять частин.
Папа Пій IV у 1563 р. заснував комісію з кардиналів і вчених, які повинні були приготувати нове видання Корпусу, через те, що між вченими посилилось прагнення до критики його тексту. Праця ця була закінчена у 1580 р., за папи Григорія XIII, і опублікована у 1582 р.; він став відомий під ім'ям видання «римських коректорів» (correctores Romani).
Пізніше, втім, до Corpus Juris Canonici були приєднані ще кілька праць, які отримали великий авторитет. Один з них доповнив те, чого бракувало Corpus Juris Canonici для повної аналогії складу його з Corpus Juris Civilis. Це — Інституції Лансель, 1563 р., приєднання яких до Corpus Juris Canonici було схвалено Папою Павлом V — невеликий підручник, що являє собою ясне і зручне резюме канонічного права. Друге додавання, розроблене П'єром Матьє — збірник наступних рішень пап, до Сикста V включно († 1590). Цей додаток (Liber Septimus) з'являється у виданні 1671 (Ліонському). Новітнє критичне видання Corpus Juris Canonici розроблено тільки в 1879—1880 роках проф. Фрідберг.

## Значення
Будучи основним джерелом західноєвропейського церковного права, Corpus Juris Canonici має велике значення і як джерело багатьох постанов міжнародного, державного та кримінального права. Особливо сильний вплив норми Corpus Juris Canonici справили на розвиток кримінального та цивільного процесу та цивільного права Франції та Німеччина. Для останнього цей вплив велик не тільки в галузі сімейного права, а й інших галузях. Будучи частковим провідником у життя римських норм, Corpus Juris Canonici вводив і ряд змін до римського права, часто це мало вигляд компромісу між римськими і національними німецькими або французькими правовими ідеями. Саме тому це джерело є дуже важливим.